# Förnatagging
Förnatagging (Sistotrema muscicola) är en svampart som först beskrevs av Christiaan Hendrik Persoon, och fick sitt nu gällande namn av S. Lundell 1947. Enligt Catalogue of Life ingår Förnatagging i släktet Sistotrema,  och familjen Hydnaceae, men enligt Dyntaxa är tillhörigheten istället släktet Sistotrema,  och familjen Sistotremataceae. Arten är reproducerande i Sverige. Inga underarter finns listade i Catalogue of Life.